# Bordeaux
Bordeaux (phát âm tiếng Pháp: [bɔʁ.do]; Gascon: Bordèu; Basque: Bordele), là một thành phố cảng quan trọng của Pháp, toạ lạc ở hạ nguồn sông Garonne. Vùng đô thị Bordeaux là vùng đô thị lớn thứ năm của Cộng hoà Pháp, với tổng dân số 1.105.000 người. Nó là thủ phủ của vùng Nouvelle-Aquitaine thuộc miền tây nam nước Pháp.
Biệt danh của thành phố là "La Perle d'Aquitaine" nghĩa là "Hòn ngọc của vùng Aquitaine".
Bordeaux được xem như là thủ phủ của rượu vang thế giới, đây cũng là chủ nhà của hội chợ rượu vang chính của thế giới Vinexpo rượu vang được sản xuất ở đây từ thế kỷ VIII, ngành công nghiệp sản xuất rượu vang thu về cho thành phố 14,5 tỉ euro mỗi năm. Phần lịch sử của thành phố thuộc thế kỷ XVIII đã được UNESCO công nhận là di sản văn hoá thế giới.

## Lịch sử
Khoảng 300 năm trước công nguyên nó là nơi định cư của bộ tộc Celtic, Bituriges Vivisci, người đã đặt tên thị trấn Burdigala, có lẽ đây là nguồn gốc của Aquitainian. Cái tên Bourde vẫn còn là tên của một con sông ở phía nam thành phố.

## Khí hậu
| Dữ liệu khí hậu của Bordeaux (1981–2010)                 | Dữ liệu khí hậu của Bordeaux (1981–2010) | Dữ liệu khí hậu của Bordeaux (1981–2010) | Dữ liệu khí hậu của Bordeaux (1981–2010) | Dữ liệu khí hậu của Bordeaux (1981–2010) | Dữ liệu khí hậu của Bordeaux (1981–2010) | Dữ liệu khí hậu của Bordeaux (1981–2010) | Dữ liệu khí hậu của Bordeaux (1981–2010) | Dữ liệu khí hậu của Bordeaux (1981–2010) | Dữ liệu khí hậu của Bordeaux (1981–2010) | Dữ liệu khí hậu của Bordeaux (1981–2010) | Dữ liệu khí hậu của Bordeaux (1981–2010) | Dữ liệu khí hậu của Bordeaux (1981–2010) | Dữ liệu khí hậu của Bordeaux (1981–2010) |
| Tháng                                                    | 1                                        | 2                                        | 3                                        | 4                                        | 5                                        | 6                                        | 7                                        | 8                                        | 9                                        | 10                                       | 11                                       | 12                                       | Năm                                      |
| -------------------------------------------------------- | ---------------------------------------- | ---------------------------------------- | ---------------------------------------- | ---------------------------------------- | ---------------------------------------- | ---------------------------------------- | ---------------------------------------- | ---------------------------------------- | ---------------------------------------- | ---------------------------------------- | ---------------------------------------- | ---------------------------------------- | ---------------------------------------- |
| Cao kỉ lục °C (°F)                                       | 20.2 (68.4)                              | 26.2 (79.2)                              | 27.7 (81.9)                              | 31.1 (88.0)                              | 35.4 (95.7)                              | 39.2 (102.6)                             | 38.8 (101.8)                             | 40.7 (105.3)                             | 37.0 (98.6)                              | 32.2 (90.0)                              | 25.1 (77.2)                              | 22.5 (72.5)                              | 40.7 (105.3)                             |
| Trung bình ngày tối đa °C (°F)                           | 10.1 (50.2)                              | 11.7 (53.1)                              | 15.1 (59.2)                              | 17.3 (63.1)                              | 21.2 (70.2)                              | 24.5 (76.1)                              | 26.9 (80.4)                              | 27.1 (80.8)                              | 24.0 (75.2)                              | 19.4 (66.9)                              | 13.7 (56.7)                              | 10.5 (50.9)                              | 18.5 (65.3)                              |
| Tối thiểu trung bình ngày °C (°F)                        | 3.1 (37.6)                               | 3.3 (37.9)                               | 5.4 (41.7)                               | 7.4 (45.3)                               | 11.0 (51.8)                              | 14.1 (57.4)                              | 15.8 (60.4)                              | 15.7 (60.3)                              | 12.9 (55.2)                              | 10.4 (50.7)                              | 6.1 (43.0)                               | 3.8 (38.8)                               | 9.1 (48.4)                               |
| Thấp kỉ lục °C (°F)                                      | −16.4 (2.5)                              | −15.2 (4.6)                              | −9.9 (14.2)                              | −5.3 (22.5)                              | −1.8 (28.8)                              | 2.5 (36.5)                               | 4.8 (40.6)                               | 1.5 (34.7)                               | −1.8 (28.8)                              | −5.3 (22.5)                              | −12.3 (9.9)                              | −13.4 (7.9)                              | −16.4 (2.5)                              |
| Lượng Giáng thủy trung bình mm (inches)                  | 87.3 (3.44)                              | 71.7 (2.82)                              | 65.3 (2.57)                              | 78.2 (3.08)                              | 80.0 (3.15)                              | 62.2 (2.45)                              | 49.9 (1.96)                              | 56.0 (2.20)                              | 84.3 (3.32)                              | 93.3 (3.67)                              | 110.2 (4.34)                             | 105.7 (4.16)                             | 944.1 (37.17)                            |
| Số ngày giáng thủy trung bình                            | 12.2                                     | 10.1                                     | 11.0                                     | 11.9                                     | 10.9                                     | 8.3                                      | 7.1                                      | 7.5                                      | 9.2                                      | 11.0                                     | 12.6                                     | 12.4                                     | 124.3                                    |
| Số ngày tuyết rơi trung bình                             | 1.1                                      | 1.2                                      | 0.6                                      | 0.0                                      | 0.0                                      | 0.0                                      | 0.0                                      | 0.0                                      | 0.0                                      | 0.0                                      | 0.2                                      | 0.8                                      | 3.9                                      |
| Độ ẩm tương đối trung bình (%)                           | 88                                       | 84                                       | 78                                       | 76                                       | 77                                       | 76                                       | 75                                       | 76                                       | 79                                       | 85                                       | 87                                       | 88                                       | 80.8                                     |
| Số giờ nắng trung bình tháng                             | 96.0                                     | 114.9                                    | 169.7                                    | 182.1                                    | 217.4                                    | 238.7                                    | 248.5                                    | 242.3                                    | 202.7                                    | 147.2                                    | 94.4                                     | 81.8                                     | 2.035,4                                  |
| Nguồn 1: Meteo France                                    |                                          |                                          |                                          |                                          |                                          |                                          |                                          |                                          |                                          |                                          |                                          |                                          |                                          |
| Nguồn 2: Infoclimat.fr (độ ẩm, ngày tuyết rơi 1961–1990) |                                          |                                          |                                          |                                          |                                          |                                          |                                          |                                          |                                          |                                          |                                          |                                          |                                          |

## Kinh tế

### Rượu vang
Cây nho đã được mang đến khu vực Bordeaux bởi những người La Mã vào khoảng thế kỷ thứ I trước công nguyên, và sản xuất rượu vang liên tục cho đến bây giờ. Bordeaux hiện có khoảng 116.160 ha (287.000 mẫu Anh) trồng nho với khoảng 1.300 người trồng nho.

### Khác
Laser Mégajoule sẽ là một trong những laser mạnh nhất của thế giới, nó cho phép nghiên cứu căn bản và phát triển công nghệ laser và plasma. Dự án này được đầu tư 2 tỷ euro bởi Bộ Quốc phòng Pháp. Nó sẽ thúc đẩy đầu tư các ngành quang học và laser vào khu vực Bordeaux thành khu vực quan trọng nhất của ngành laser và quang học tại châu Âu. Khoảng 20.000 người làm việc cho ngành công nghiệp hàng không ở Bordeaux. Thành phố có một số công ty hàng đầu như: Dassault, EADS, Snecma, Thales, SNPE... Máy bay cá nhân Dassault Falcon được sản xuất ở đây, cũng như các máy bay chiến đấu Rafale và Mirage 2000, buồng lái của máy bay khổng lồ Airbus A380, các tên lửa đẩy Ariane 5 và tên lửa xuyên lục địa phóng từ tàu ngầm (SLBM) M51 với tầm phóng hơn 10.000 km

## Giáo dục
Đại học Bordeaux:
Trường đại học được thành lập bởi Đức tổng giáo mục Pey Berland năm 1441 và bị bãi bỏ năm 1793 trong cuộc Cách mạng Pháp, trước khi được Napoleon I tái lập trở lại vào năm 1801. Bordeaux có khoảng 70.000 sinh viên, đây là một trong các trường lớn nhất châu Âu (235 ha). Đại học Bordeaux được chia thành:
- Đại học Bordeaux 1, đào tạo các ngành Toán, Khoa học Vật lý và Công nghệ, với 10.693 sinh viên vào năm 2002
- Đại học Bordeaux 2, đào tạo ngành Y và Khoa học đời sống, với khoảng 15.038 sinh viên vào năm 2002
- Đại học Bordeaux 3, đào tạo Nghệ thuật, nhân văn, ngôn ngữ, lịch sử, với khoảng 14.785 sinh viên năm 2002
- Đại học Bordeaux 4, đào tạo Luật, Kinh tế và Quản lý, với khoảng 12.556 sinh viên vào năm 2002
- Viện Khoa học chính trị Bordeaux

Các trường khác:
- Trường Quốc gia Cao đẳng về Hóa học và Vật lý Bordeaux.
- Trường Quốc gia Cao đẳng về Kiến trúc và Cảnh quan Bordeaux.
- Trường Quốc gia Cao đẳng về Điện tử, Công nghệ Thông tin và Vô tuyến Viễn thông Bordaux.

## Các thành phố kết nghĩa
- Bristol, Vương quốc Liên hiệp Anh và Bắc Ireland
- Lima, Peru
- Québec, Canada
- München, Đức
- Los Angeles, Hoa Kỳ
- Porto, Bồ Đào Nha
- Fukuoka, Nhật
- Madrid, Tây Ban Nha
- Bilbao, Tây Ban Nha
- Ashdod, Israel
- Casablanca, Maroc
- Vũ Hán, Trung Quốc
- Oran, Algérie
- Saint Petersburg, Nga
- Samsun, Thổ Nhĩ Kỳ
- Zahlé, Liban

## Những người con của thành phố
- Jean Anouilh, nhà văn
- Ausonius, nhà thơ
- Georges Barrère, nghệ sĩ thổi sáo
- Joseph Black, nhà vật lý học và hóa học
- Rosa Bonheur, nữ họa sĩ
- Jean Cayrol, tác giả và nhà xuất bản
- René Clément, đạo diễn phim
- Édouard Colonne, nhạc trưởng dàn nhạc
- Danielle Darrieux, nữ diễn viên
- Bob Denard, lính đánh thuê
- Armand Gensonné, chính trị gia trong thời Cách mạng Pháp
- Ric Grech, nhạc sĩ nhạc rock
- Louis-Jean Guyot, Hồng y, tổng giám mục của Toulouse
- Jacques Rivière, nhà văn
- Serge Lama, ca sĩ, nhạc sĩ
- Charles Lamoureux, nhạc trưởng dàn nhạc
- Raoul Laparra, nhà soạn nhạc
- François Magendie, nhà tâm lý học
- François Mauriac, nhà văn
- Edouard Molinaro, đạo diễn và tác giả kịch bản phim
- Paulinus của Nola, chính khách, giám mục của Nola
- Odilon Redon, họa sĩ của Trường phái Ấn tượng
- Richard II, vua nước Anh
- Pierre Rode, nghệ sĩ đàn violine
- Armand-Jacques-Achille Leroy de Saint-Arnaud, thống chế quân đội Pháp, chính khách
- Henri Sauguet, nhà soạn nhạc
- Jean-Jacques Sempé, nhà vẽ tranh châm biếm
- Philippe Sollers, nhà văn
- Paul Taffanel, nghệ sĩ thổi sáo
- Jean-Louis Tauran, Hồng y
- Jacques Thibaud, nghệ sĩ đàn violine
- Charles Tournemire, nhà soạn nhạc
- Sylvain Eugène Raynal, chỉ huy quân sự của Fort de Vaux